# Frédéric Vichot
Frédéric Vichot (Valay, 1º maggio 1959) è un ex ciclista su strada e pistard francese, professionista dal 1981 al 1992.

## Carriera
Professionista dal 1981, riuscì ad imporsi in due tappe del Tour de France e una alla Vuelta a España. Si ritirò dall'attività agonistica nel 1992, a 33 anni.

## Palmarès

### Strada
- 1979 (Dilettante)

3ª tappa, 2ª semitappa Giro della provincia di Liegi
- 1980 (Dilettanti)

3ª tappa Circuit de Lorraine
Classifica generale Circuit de Lorraine
4ª tappa Route de France
3ª tappa, 2ª semitappa Étoile des Espoirs (ex aequo con Phil Anderson)
- 1981 (Miko, una vittoria)

12ª tappa Vuelta a España (Peñíscola > Esparreguera)
- 1983 (Coop, una vittoria)

8ª tappa Tour de l'Avenir
- 1984 (Skil-Reydel, una vittoria)

15ª tappa Tour de France (Domaine du Rouret > Grenoble)
- 1985 (Skil-Sem, una vittoria)

16ª tappa Tour de France (Aurillac > Tolosa)

## Piazzamenti

### Grandi Giri
- Giro d'Italia

1991: ritirato (19ª tappa)
- Tour de France

1984: 23º
1985: 31º
1986: 100º
1988: 28º
1989: 37º
1991: 20º
- Vuelta a España

1981: 21º